# Martijn van der Linden
Martijn van der Linden (Oostburg, 1979) is een Nederlandse illustrator van kinderboeken. 
Zijn werk verschijnt in meer dan twaalf landen en won meerdere prijzen, waaronder in 2016 de Woutertje Pieterse Prijs voor het boek dat hij maakte met schrijver Edward van de Vendel: Stem op de okapi.  Het boek Tangramkat werd in 2017 bekroond met een Gouden Penseel en een Zilveren Griffel en werd gekozen tot een van de best verzorgde boeken van 2016. Neem nooit een beste vriend werd in 2024 bekroond met de De Boon (literatuurprijs).
Van 2022 tot 2024 was hij Kinderboekenambassadeur van Nederland.
Met zijn vrouw, kinderboekenschrijfster Maranke Rinck, maakt Martijn sinds 2004 prentenboeken zoals Het prinsenkind, Ik voel een voet!, Memorykonijn, Tangramkat en Knikkeruil. Martijn heeft een atelier aan zijn huis in Rotterdam, waar hij woont met Maranke en hun drie kinderen. 
- Digitale Bibliotheek voor de Nederlandse Letteren: lind213
- Gemeinsame Normdatei: 143241494
- International Standard Name Identifier: 0000 0000 4196 1685
- Library of Congress Control Number: n2004027481
- Nationale Bibliotheek van Letland: 000204564
- Nederlandse Thesaurus van Auteursnamen: 216866421
- RKD-Nederlands Instituut voor Kunstgeschiedenis: 236770
- Système universitaire de documentation: 140339477
- Union List of Artist Names: 500579096
- Virtual International Authority File: 66713945
- WorldCat: E39PBJfMpkbVBH3Bk4d9B734v3